# Roden (Bawaria)
Roden – miejscowość i gmina w Niemczech, w kraju związkowym Bawaria, w rejencji Dolna Frankonia, w regionie Würzburg, w powiecie Main-Spessart, wchodzi w skład wspólnoty administracyjnej Marktheidenfeld. Leży około 12 km na południowy zachód od Karlstadt.

## Zabytki i atrakcje
- Kościół parafialny pw. św. Cyriaka (St. Cyriakus) z 1710
- sceny ukrzyżowania na miejscowym cmentarzu